# Fernando Lucas Martins
Fernando Lucas Martins (Erechim, 3 maart 1992) - alias Fernando - is een Braziliaans voetballer die bij voorkeur als middenvelder speelt. Hij tekende in juli 2016 een contract bij Spartak Moskou, dat circa €13.000.000,- voor hem betaalde aan UC Sampdoria.

## Clubcarrière
Fernando stroomde door vanuit de jeugd van Grêmio, waarvoor hij op 24 januari 2010 debuteerde in het eerste elftal. Hij speelde in totaal 69 competitiewedstrijden voor de club. Op 13 juni 2013 zette hij zijn handtekening onder een vijfjarig contract bij Sjachtar Donetsk. Hiermee werd hij in 2014 landskampioen van Oekraïne. Zelf kwam hij dat seizoen veertien competitiewedstrijden in actie en maakte hij daarin één doelpunt. Ook debuteerde hij dat jaar in de UEFA Champions League. In het volgende seizoen behaalde Fernando vrijwel dezelfde statistieken, alleen ditmaal zonder dat hij kampioen werd met Sjachtar.
Fernando tekende in juli 2015 een contract tot medio 2020 bij UC Sampdoria, de nummer zeven van de Serie A in het voorgaande seizoen. Het betaalde circa €8.000.000 voor hem Hij speelde dat jaar 35 competitiewedstrijden voor de club. Fernando tekende in juli 2016 vervolgens een contract bij Spartak Moskou, dat circa €13.000.000,- voor hem betaalde aan Sampdoria.

## Interlandcarrière
Toenmalig Braziliaans bondscoach Mano Menezes riep Fernando in 2012 op voor het Braziliaans voetbalelftal voor oefeninterlands tegen Irak en Japan op 11 en 16 oktober. Hij debuteerde tegen Irak, als invaller voor Paulinho.
| Interlands van Fernando voor Brazilië | Interlands van Fernando voor Brazilië | Interlands van Fernando voor Brazilië | Interlands van Fernando voor Brazilië | Interlands van Fernando voor Brazilië | Interlands van Fernando voor Brazilië | Interlands van Fernando voor Brazilië |
| №                                     | Datum                                 | Wedstrijd                             | Uitslag                               | Soort wedstrijd                       | Doelpunten                            | Assists                               |
| Als speler bij Grêmio                 | Als speler bij Grêmio                 | Als speler bij Grêmio                 | Als speler bij Grêmio                 | Als speler bij Grêmio                 | Als speler bij Grêmio                 | Als speler bij Grêmio                 |
| ------------------------------------- | ------------------------------------- | ------------------------------------- | ------------------------------------- | ------------------------------------- | ------------------------------------- | ------------------------------------- |
| 1.                                    | 11 oktober 2012                       | Brazilië – Irak                       | 6 – 0                                 | Vriendschappelijk                     | 0                                     | 0                                     |
| 2.                                    | 21 maart 2013                         | Italië - Brazilië                     | 2 – 2                                 | Vriendschappelijk                     | 0                                     | 0                                     |
| 3.                                    | 25 maart 2013                         | Brazilië - Rusland                    | 1 – 1                                 | Vriendschappelijk                     | 0                                     | 0                                     |
| 4.                                    | 25 april 2013                         | Brazilië - Chili                      | 2 – 2                                 | Vriendschappelijk                     | 0                                     | 0                                     |
| 5.                                    | 2 juni 2013                           | Brazilië - Engeland                   | 2 – 2                                 | Vriendschappelijk                     | 0                                     | 0                                     |
| 6.                                    | 9 juni 2013                           | Brazilië - Frankrijk                  | 3 – 0                                 | Vriendschappelijk                     | 0                                     | 0                                     |
| 7.                                    | 22 juni 2013                          | Italië – Brazilië                     | 2 – 4                                 | Confederations Cup                    | 0                                     | 0                                     |

Bijgewerkt t/m 1 juli 2013

## Erelijst
| Competitie              |                  |                  |                  |                  |
| Competitie              | Aantal           | Jaren            |                  |                  |
| Sjachtar Donetsk        | Sjachtar Donetsk | Sjachtar Donetsk | Sjachtar Donetsk | Sjachtar Donetsk |
| ----------------------- | ---------------- | ---------------- | ---------------- | ---------------- |
| Kampioen Vysjtsja Liha  | 1x               | 2013/14          |                  |                  |
| Oekraïense supercup     | 1x               | 2014             |                  |                  |
| Brazilië                |                  |                  |                  |                  |
| FIFA Confederations Cup | 1x               | 2013             |                  |                  |
| Brazilië -20            |                  |                  |                  |                  |
| Wereldkampioen -20      | 1x               | 2011             |                  |                  |

2 Reabciuk ·
4 Duarte ·
5 Klassen ·
6 Babić ·
7 Sobolev ·
8 Moses ·
10 Promes ·
13 Lajkin ·
14 Dzjikija  ·
17 Zinkovsky ·
18 Oemjarov ·
19 Medina ·
22 Ignatov ·
23 Tsjernov ·
25 Proetsev ·
35 Martins ·
39 Maslov ·
47 Zobnin ·
57 Selichov ·
68 Litvinov ·
70 Meljosjin ·
77 Bongonda ·
82 Chloesevitsj ·
88 Svinov ·
97 Denisov ·
98 Maksimenko ·
Coach: Abascal